# FN:s hjälporganisation för Palestinaflyktingar
FN:s hjälporganisation för Palestinaflyktingar (engelska United Nations Relief and Works Agency for Palestine Refugees in the Near East, UNRWA) är en organisation inom Förenta nationerna med sekretariat i FN-kontoret i Amman och Gaza. Organisationen är en av de verksamheter som samordnas av FN:s flyktingkommissariat.
UNRWA verkar med över 30 000 anställda palestinier för att tillhandahålla assistans och skydd för palestinska flyktingar i Jordanien, Libanon, Syrien,  Gazaremsan och Västbanken, inklusive Östra Jerusalem. 
När UNRWA upprättades 8 december 1949 genom resolution 302 (IV) var det tänkt att vara en temporär lösning på det akuta problemet med palestinska flyktingar från de områden som blev staten Israel. Arbetet kunde börja 1 maj 1950. Dess uppgift var till en början att fungera som en nödhjälpsorganisation; flyktingarna var 700 000 blottställda palestinier som genom en resolution i Generalförsamlingen 11 december 1948 medgivits rätt att antingen återvända eller kompenseras ekonomiskt för sina förlorade tillgångar. Allt eftersom årtiondena gick och repatrieringen låtit vänta på sig, har organisationens verksamhet även kommit att inbegripa undervisning, matransonering och annan välfärdsverksamhet. Antalet flyktingar uppgår numera till över fyra miljoner.
Organisationen leds av en generalkommissarie som utses av FN:s generalsekreterare; 1979–1985 var Olof Rydbeck generalkommissarie. Största delen av det arbete som organisationen bedriver utförs av flyktingarna själva i flyktinglägren i Libanon, Syrien, Jordanien, Västbanken och Gazaremsan. Arbetet på plats är ofta utformade som projekt. UNRWA:s verksamhet är uppdelad i fem program: hälsovård, utbildning, mikroekonomi och entreprenörskap, social välfärd och nya projekt (ofta upprättande av nya skolor). 
UNRWA finansieras genom årliga, frivilliga bidrag från FN:s medlemsländer. Det åligger organisationens generalkommissarie att ansöka om bistånd. Under 1980-talet bröts den uppåtgående trenden i bidrag, och 1982 tvingades organisationen skära ner verksamheten med 55 procent. USA, Europeiska kommissionen, Storbritannien och Sverige räknas traditionellt till de huvudsakliga finansiärerna. 
Flera blodiga politiska händelser har påverkat UNRWA under loppet av de mer än 50 år som organisationen funnits. Till dessa händelser hör Israels invasion av Libanon 1982 då flera flyktingläger förstördes, massakern samma år på palestinska flyktingar i Sabra och Shattila vilken var utförd av falangistmilisen (kristna maroniter), terror- och morddåden mot palestinierna i Ein el Hilweh, och massakern år 1994 på bedjande palestinier i Abrahams moské i Hebron, då den judiske extremisten Baruch Goldstein sköt ihjäl 29 och skadade 125.
UNRWA har varit utsatt för kritik. Bland annat har den Israelanknutna organisationen UN Watch anklagat lärare som arbetar åt UNRWA för att försvara terrorhandlingar och antisemitism.

## Sveriges relation till UNRWA
| Sveriges bidrag till UNRWA 1998-2019 | |
| --- | --- |
| \| \| Diagrammet är tillfälligt inaktiverat. Grafer inaktiverades den 18 april 2023 på grund av programvaruproblem. Arbete pågår för att ta fram ett nytt verktyg. \| Källa: openaid.se | |
| Information | Diagrammet är tillfälligt inaktiverat. Grafer inaktiverades den 18 april 2023 på grund av programvaruproblem. Arbete pågår för att ta fram ett nytt verktyg. |

Sveriges bidrag till organisationen mellan 2004 och 2006 var sammanlagt 635 miljoner kronor. Mellan 1993 och 2016 donerade Sverige 693 miljoner dollar till organisationen.
Mellan 2007 och 2009 var Sveriges bidrag till organisationen sammanlagt 1018 miljoner kronor.
Bland de svenskar som haft betydelsefulla roller i UNRWA finns Olof Rydbeck, Nils-Göran Gussing, Wilhelm af Sillén, Magnus Ehrenström, Gun-Britt Andersson och Per-Olof Hallqvist.[källa behövs]
Den 30 januari 2024 meddelade biståndsminister Johan Forssell att Sverige pausar utbetalningar till Unwra. 31 miljoner kronor ska omfördelas till andra biståndsorganisationer som är verksamma i området. Bakgrunden uppges vara att 12 anställda på Unrwa avskedats efter att de misstänkts för inblandning i Hamas attack mot Israel den 7 oktober 2023, anklagelser som sedan visade sig vara felaktiga. Flera länder har sedan dess dragit in sitt bistånd till organet. Den 14 mars 2024 meddelade Forssell att stödet återupptogs.
Våren 2025 var Sverige det enda EU-land som helt avbrutit stödet till Unrwa.